# Кьосем Султан
Валиде Махпейкер Кьосем Султан (1590 – 1651) е наложница и законна съпруга на османския султан Ахмед I, майка и валиде султан на Мурад IV и Ибрахим I. Тя е най-влиятелната жена в историята на Османската империя. Като регент управлява самостоятелно два пъти – от 1623 до 1632 и от 1648 до 1651 г.
Тя е единствената султанка в османската история, която довежда двамата си синове на трона, а също и вижда управлението на своя внук. Приема се, че тя се превръща в символ на женското господство в османския харем и че тя кулминира периода, наречен ,,Женски султанат” в популярната култура и историческата литература, който започва с Хасеки Хюрем Султан.
През 1623 г. Кьосем Султан се самопровъзгласява за регент на сина си и започва да управлява държавата по начин, който никога преди не се е срещал в османската държавна традиция. Тя успява да се превърне в едно от най-големите имена, които идват на ум, когато говорим за жени в историята на политиката и администрацията.

## Произход и ранни години
Кьосем е родена около 1590 г. Според някои предположения е гъркиня с рождено име Анастасия и е дъщеря на свещеник от остров Тинос, един от Цикладските острови, но тази хипотеза има доста противници.
Така или иначе тя е купена като робиня от санджакбея на Босненския санджак и на 15-годишна възраст е изпратена в харема на султан Ахмед I. Кьосем става негова любима наложница и получава името Махпейкер – „Лице като луна“.

## Управление
След смъртта на султана през 1617 г. Кьосем Махпейкер е преместена в Стария дворец, където са били изпращани жените на покойните султани. През 1623 г. обаче Кьосем се завръща като валиде султан на сина си Мурад IV (1623 – 1640). Поради непълнолетието на сина ѝ Кьосем Валиде Султан започва и да управлява самостоятелно като негов единствен регент до навършване на пълнолетието му през 1632 г. Така тя остава в историята като единствената жена, управлявала официално и самостоятелно една ислямска империя.
През по-голямата част от управлението на Мурад IV Кьосем Валиде Султан управлява ефективно Османската империя, като лично присъства на заседанията на Дивана дори след като официално освобождава регентското си място.
Мурад IV, който забранява алкохола, умира през 1640 г. от цироза на черния дроб. След смъртта му на престола се възкачва брат му Ибрахим I, който поради менталните си проблеми не може да управлява самостоятелно огромната империя. Това дава възможност на Кьосем да продължи да диктува политиката в Османската империя. Ибрахим I обаче е убит вследствие на заговор, начело на който застава главният мюфтия (според едно предание заговорът е извършен в отговор на заповедта на султана всичките му 280 наложници от харема да бъдат издавени). След убийството на сина ѝ Кьосем изпреварва събитията и провъзгласява за султан внука си Мехмед IV, като го представила пред везирите на Големия диван с думите: „Ето го! Вижте какво можете да направите с него!“. И този път Кьосем се обявява за единствен регент на малолетния султан и като такава тя управлява от 1648 до 1651 г.
Най-голям враг на Кьосем се оказва майката на внука ѝ – Хатидже Турхан. Хатидже Турхан заповядва да убият Кьосем, след като разбира, че тя смята да отстрани Мехмед IV от престола и да го замени с друг от внуците си, Сюлейман ll. Кьосем Султан е удушена със собствената ѝ коса от дворцовата стража на 2 септември 1651 г.